# Gladys Pearl Baker
Gladys Pearl Baker Mortensen Eley (geb. Monroe, * 7. Mai 1902 in Coahuila, Mexiko; † 11. März 1984 in Florida, USA) war die Mutter der Schauspielerin Marilyn Monroe und deren Halbschwester Berniece Baker Miracle.

## Leben
Geboren in Mexiko als Kind von Della Mae Monroe (geb. Hogan) und Otis Elmer Monroe, einem Maler aus Minneapolis, wuchs sie in Los Angeles County auf, wo ihr Bruder, Marion Otis Elmer Monroe, geboren wurde. 1917 heiratete sie den 31-Jährigen Jasper Newton Baker und brachte ein Jahr später den Sohn Robert Kermit zur Welt; 1919 folgte ihre Tochter Berniece Inez Gladys. Nachdem sich Monroe 1921 von Jasper trennte und das alleinige Sorgerecht für beide Kinder beantragt hatte, entführte ihr Mann die Kinder in seine Heimat nach Kentucky. 

1924 heiratete sie den Gebührenableser Martin Edward Mortensen, doch ließ sie sich 1928 von ihm scheiden. Zwischenzeitlich hatte sie mit ihrem Vorgesetzten bei den Consolidated Film Industries, Charles Stanley Gifford, eine Affäre und brachte am 1. Juni 1926 ihre Tochter Norma Jeane zur Welt, die spätere Marilyn Monroe. Gifford wird daher oft für den Vater gehalten. Auf der Geburtsurkunde wurde – mit einer Falschschreibung des vorletzten Buchstabens – der Name Mortenson vermerkt. Im Dezember 1926 wurde Norma Jeane von der Großmutter auf den Namen Baker getauft, um die Unehelichkeit des Kindes zu verschleiern.

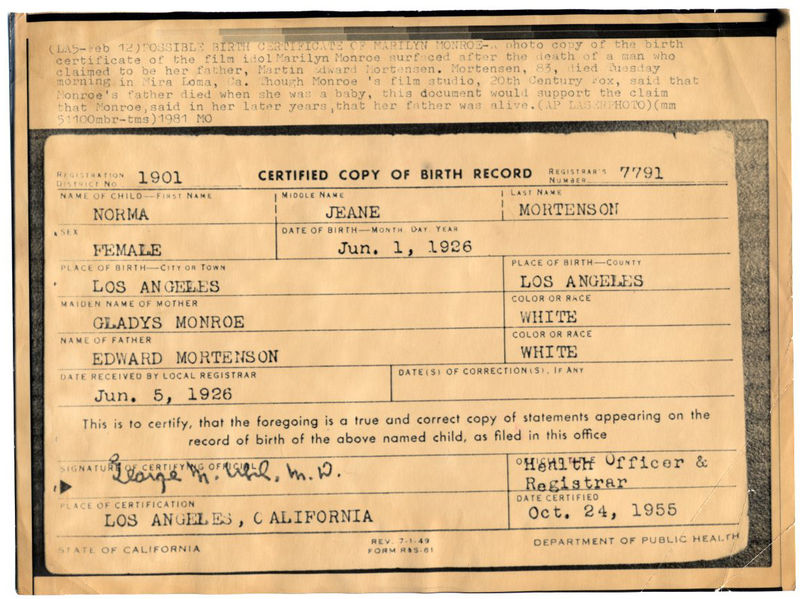
Geburtsurkunde von Norma Jeane Mortenson

Gladys Mortenson gab ihr neugeborenes Kind an die religiösen Pflegeeltern Wayne und Ida Bolender. Diesen zahlte sie 25 $ im Monat und kam jedes Wochenende zu Besuch. Erst 1933 holte sie ihre Tochter zu sich, als sie genug Geld für einen Bungalow erarbeitet hatte. Sie lebten fortan in Hollywood zusammen mit den Schauspielern George and Maude Atkinson, bis sie 1934 einen Nervenzusammenbruch erlitt, ausgelöst durch den Suizid ihres Großvaters und den Unfalltod ihres Sohnes Robert Kermit. Im Los Angeles General Hospital diagnostizierte man bei ihr Schizophrenie, wodurch sie später in ein Krankenhaus in Norwalk eingewiesen wurde. Ihre Tochter Norma Jeane wurde zur Sozialwaise und stand später unter der Obhut ihrer Freundin Grace McKee.
Gladys Mortenson hielt nur geringen Kontakt zu ihren beiden Töchtern, welche sich erst 1944 kennenlernten. Im selben Jahr begann Norma Jeane eine Schauspielkarriere und wurde ab 1946 unter dem Künstlernamen Marilyn Monroe (unter dem Mädchennamen ihrer Mutter) berühmt. 1943 heiratete ihre Mutter den Elektriker John Stewart Eley. Sie arbeitete in einem Eagle Rock Pflegeheim und später als Haushälterin in Los Angeles. Von ihrer psychischen Erkrankung gezeichnet hatte sie sich erheblich verändert. Ihr Verhalten gegenüber Monroe war oft misstrauisch, feindselig und missgünstig. So wurde 1952 Monroes spätere Finanzberaterin Inez Melson der gesetzliche Vormund ihrer Mutter. Monroe sorgte weiterhin finanziell für sie, die ab diesem Zeitpunkt in verschiedenen Sanatorien lebte.
1962 starb Marilyn Monroe und hinterließ ihrer Mutter 100.000 $, von denen ihr jährlich 5.000 $ ausgezahlt wurden. 1972 übertrug Inez Melson die Vormundschaft an ihre Tochter Berniece Baker Miracle. Gladys Pearl Baker Mortensen Eley starb am 11. März 1984 in einem Altenheim infolge eines Herzinfarkts.

## Öffentlichkeit
Gladys Pearl Baker Mortensen Eley erfuhr durch die Karriere ihrer Tochter öffentliche Wahrnehmung. Monroe sagte über sie 1952 in einem Interview mit dem Klatschkolumnisten Erskine Johnson für die Los Angeles Times:90–91

“My mother spent many years at the hospital. Through the Los Angeles County, my guardian placed me in several foster families and I spent more than a year at the Los Angeles Orphanage. I haven't known my mother intimately, and since I'm an adult, and able to help her, I have contacted her. Now I help her and I want to keep helping her as long as she needs me.”

„Meine Mutter verbrachte viele Jahre im Krankenhaus. Durch das Los-Angeles-County platzierte mein Vormund mich in mehreren Pflegefamilien, und ich verbrachte mehr als ein Jahr im Los-Angeles-Waisenhaus. Ich habe meine Mutter nicht gut gekannt und seitdem ich erwachsen und in der Lage bin, ihr zu helfen, habe ich sie kontaktiert. Jetzt helfe ich ihr und möchte ihr weiter helfen, solang sie mich braucht.“

Ihre Tochter Berniece Baker Miracle schrieb zusammen mit deren Tochter Mona Rae Miracle die Biografie My Sister Marilyn, die 1994 veröffentlicht wurde. Darin wird insbesondere die Beziehung der Mutter zu ihren Kindern sowie ihre Gesundheit beschrieben.

## In der Populärkultur
Gladys Pearl Baker Mortensen Eley wurde in Fernsehserien und Filmen über Marilyn Monroe unter anderem von den Schauspielerinnen Sheree North, Phyllis Coates, Marla Adams, Patricia Richardson und Julianne Nicholson dargestellt. 2015 verkörperte Susan Sarandon sie in der TV-Miniserie The Secret Life of Marilyn Monroe. Sarandon wurde für ihre Darstellung von Kritikern gelobt und für den Screen Actors Guild Award nominiert.